# Tính tẩu

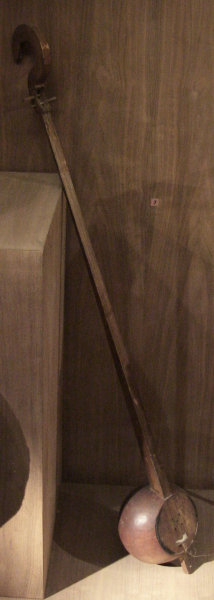
Đàn tính.

Tính tẩu (hay tinh tẩu) (còn gọi là đàn Tính hay đàn Tẩu) (tiếng Trung: 天琴; Hán-Việt: thiên cầm; bính âm: Tiān qín) là nhạc cụ của người Choang ở Trung Quốc , người Tày, người Nùng, người Thái ở Việt Nam và vài vùng thuộc Lào, Thái Lan người ta nhận thấy cũng có nhạc cụ này. Trong tiếng Thái, tính đọc chệch từ chữ thiên (天, tiān)
có nghĩa là trời nhưng người Thái cố dịch từ đó là đàn, còn tẩu là bầu (quả bầu), dịch ra tiếng Việt, tính tẩu có nghĩa là đàn bầu hay đàn then. Để khỏi nhầm lẫn với loại đàn bầu của người miền xuôi, nhiều người gọi tính tẩu là đàn tính nhưng nếu dịch ra "đàn bầu" thì sai. Do đó chỉ cần hiểu đàn tính là cách gọi tắt của đàn tính tẩu.
Đối với dân tộc Choang ở Trung Quốc hay người Tày ở Việt Nam thì thiên cầm (tức đàn tính) là nhạc cụ chính dùng để độc tấu, đệm hát và chơi giai điệu múa. Các cô gái người Choang Trung Quốc vừa gảy đàn tính vừa hát bằng nhạc cụ này. Khi đệm hát, thiên cầm thường chơi giai điệu của lời ca. Trong nhạc múa thiên cầm của dân tộc Choang có những bài bản riêng.

## Truyền thuyết

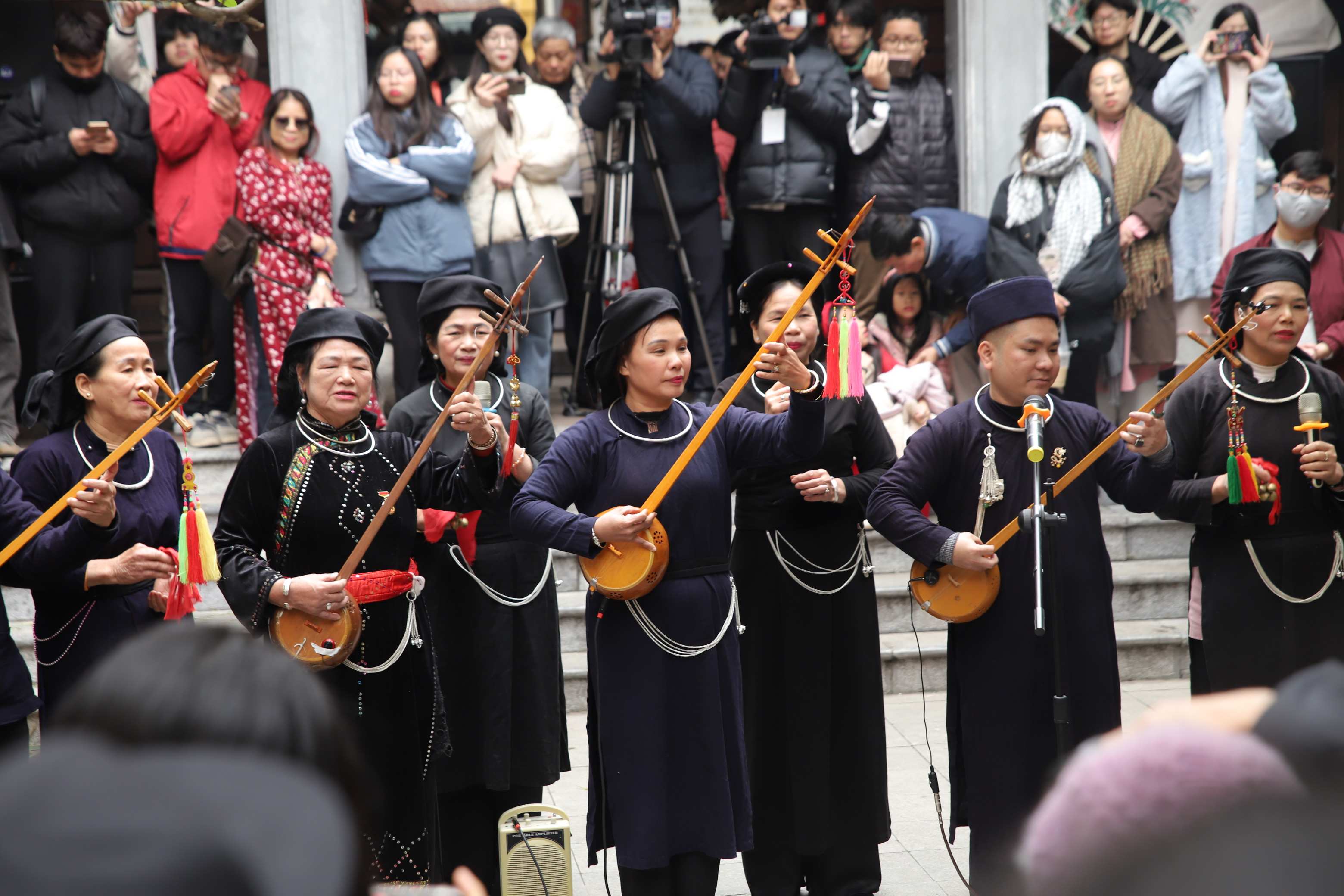
Trình tấu Tính tẩu trong lễ hội.

Truyền thuyết dân tộc Choang kể rằng cách đây rất lâu, ở ngôi làng của người Choang ở chân núi phía nam dãy Thập Vạn Đại Sơn, có đôi trai gái tốt bụng chung sống với nhau. Chàng trai tên là Nùng Đoan (农端) còn cô gái tên là Nùng Á (农亚), họ thường xuyên đến cùng nhau lên núi đốn củi . Một hôm, ở cửa hang đá, hai người nghe thấy trong hang có tiếng “tính tang” du dương, lần theo tiếng động đó, họ nhìn thấy một vũng nước, có rất nhiều giọt nước nhỏ từ vách đá bên trên rỉ ra nhỏ giọt vào mặt hồ. Lắng nghe bản nhạc hay và cảm động này, cả hai người họ đột nhiên cảm thấy sảng khoái và phấn khởi. Họ muốn mang âm thanh kỳ diệu này về làng và để dân làng cùng nhau chia sẻ. Nùng Á suy nghĩ một lúc và nói: "Tại sao chúng ta không làm thứ gì đó có thể phát ra âm thanh này?" Vì vậy, cả hai đã tìm thấy một vỏ bầu và một cây sào gỗ trên núi, cắm cọc gỗ vào trong quả bầu và kéo căng dây làm đàn mà chơi, quả nhiên tiếng tính tang phát ra giống như tiếng róc rách từ nước suối trong hang núi. Những người trong bản đều vỗ tay khen ngợi, thậm chí có người lớn tuổi còn phát âm gọi nó là "đỉnh đinh". Mọi người vẫn học cách làm và chiếc đàn này nhanh chóng nổi tiếng khắp làng. Tiếng đàn vang tận trời, Ngọc Hoàng sai thiên sứ triệu Nùng Đoan và Nùng Á về sau, họ trở thành nghệ nhân trên trời, suốt ngày đàn hát cho Ngọc Hoàng nghe. Để giải oan cho dân làng, từ ngày mồng một đến ngày rằm tháng giêng âm lịch hàng năm, khi cổng trời mở ra, họ lại ùa về trần gian để tụ tập nhảy múa cùng dân làng.
Còn đối với người Tày, sự tích kể về nguồn gốc ra đời cây đàn tính rằng, xưa kia có một chàng trai nghèo không lấy được vợ, thời gian trôi qua, bỗng một hôm ra suối chàng nhìn xuống nước thấy khuôn mặt mình đã trở nên già nua. Buồn phiền với thân phận của mình, chàng ao ước có được một cây đàn để tâm giao những lúc cô đơn. Sau đó, chàng lên trời xin ban cho hạt quả bầu, cho giống cây dâu để nuôi tằm. Khi đã có quả bầu nậm, có tơ tằm, chàng trai đã chế tác ra cây đàn tính. Cây đàn này có 12 dây nhưng mỗi khi chàng gẩy đàn thì những tâm sự u buồn của chàng đã hóa vào âm thanh của tiếng đàn.

Sự u buồn khiến cho người và vật nghe thấy mà nao lòng chẳng buồn ăn. Cỏ cây nghe tiếng đàn cũng buồn mà héo úa. Bụt thấy thế vô cùng lo lắng nếu như chàng trai cứ đàn như vậy thì vạn vật sẽ chết hết. Bởi thế, Bụt bắt người chế tác ra cây đàn này phải bỏ bớt đi 9 dây, chỉ còn 3 dây như cây đàn tính bây giờ nên những âm thanh sầu não cũng không còn nữa mà chỉ còn những âm rộn ràng, tươi vui, trầm bổng.

## Cấu tạo
Tính tẩu (thiên cầm) thuộc bộ dây, âm vực có thể đạt tới 3 quãng tám. Tuy nhiên người diễn chỉ sử dụng những âm trong vòng 2 quãng tám và một vài âm hơn nữa.
Thiên cầm có những bộ phận chính như sau:
- Bầu vang (bộ phận tăng âm): làm bằng nửa quả bầu khô (cắt ngang). Kích cỡ bầu vang có thể thay đổi tùy theo quả bầu lớn nhỏ, song đường kính thường tư 15 đến 25 cm. Để có độ vang, âm sắc chuẩn người ta thường chọn quả bầu tròn và dày đều để làm bầu vang. Mặt đàn thường làm bằng gỗ cây ngô đồng xẻ mỏng khoảng 3mm. Trên mặt đàn có khoét 2 lỗ hình hoa thị để thoát âm (trước kia 2 lỗ hoa thị được khoét ở phía sau bầu đàn). Ngựa đàn tương đối nhỏ nằm trên mặt đàn.
- Cần đàn: bằng gỗ, thường là gỗ dâu hay gỗ thừng mục, nhẹ và thẳng. Cần đàn dài khoảng 9 nắm tay của người chơi đàn. Theo kinh nghiệm dân gian, "số đo" cỡ nào thì hợp với cỡ giọng hát của người có số đo ấy. Phần dưới của cần đàn xuyên qua bầu vang, còn phần trên cùng là đầu đàn uốn cong hình lưỡi liềm hoặc đầu rồng, đầu phượng … Mặt cần đàn trơn, không có phím như đàn tam. Hốc luồn dây có 2 hoặc 3 trục dây.
- Dây đàn: trước đây làm bằng tơ xe, nay là nilon. Tính tẩu có loại 2 dây và loại 3 dây phổ biến với người Choang Trung Quốc, còn tại Việt Nam thì tùy theo từng vùng và từng chức năng âm nhạc. Loại mắc 2 dây phổ biến ở Thái, Tày, thường được chỉnh cách nhau 1 quãng bốn đúng hay quãng năm tùy theo hàng âm của giai điệu hoặc bài nhạc múa. Loại có 3 dây thường do người Tày sử dụng. Họ thêm 1 dây trầm giữa 2 dây kia. Âm thanh của dây trầm thấp hơn dây cao 1 quãng tám đúng. Loại 3 dây được gọi là tính then (đàn then) thường dùng trong nghi lễ Then để phân biệt với loại 2 dây là tinh tẩu dùng để đệm hát và múa. Ngày nay, số lượng dây của đàn tính người Choang Trung Quốc tăng lên 4 dây, do đó nó còn có tên gọi khác là đỉnh đinh (tiếng Trung: 鼎叮; bính âm: Dǐng dīng).

## Cách chơi
Tính tẩu có âm sắc êm dịu, thanh thoát. Khi phát ra âm cao nó gần giống với tiếng đàn tam. Lúc sản xuất âm trầm nó cho người nghe cảm giác hơi mờ ảo.
Theo cách đánh đàn xưa, người diễn không dùng que khảy mà chỉ gảy bằng ngón tay trỏ của tay phải. Ngón cái và giữa giữ cần đàn ở nơi gần sát bầu đàn. Ngón trỏ gảy xuống và hất lên luân phiên khi chơi giai điệu nhanh. Còn nếu giai điệu chậm thì ngón trỏ chỉ gảy xuống.
Kỹ thuật tay phải gồm có ngón vê, ngón phi và đánh âm nền … Riêng về tay trái gồm có các thế bấm như ngón rung, ngón vuốt, ngón vê, ngón phi, ngón luyến và âm bội.
Trong thập niên 1970, một số nghệ nhân đã thể nghiệm cải tiến đàn tính tẩu bằng cách lắp thêm dây vào cần đàn (khoảng 4, 5 dây). Do yếu tố này họ phải làm cần đàn và bầu đàn lớn hơn khiến ngón bấm khó chính xác. Một số người lại dùng que gảy thay đầu ngón tay. Kết quả âm sắc không giống đàn tính tẩu gốc mà lại giống đàn banjo (loại alto). Một số người khác thay gỗ để làm bầu đàn, âm thanh phát ra đanh và khô không đẹp như bầu đàn quả bầu khô. Nhìn chung, những cách cải tiến kể trên không gặt hái thành công.

## Video tham khảo
https://youtube.com/watch?v=Sg0ACiUuLIw
https://youtube.com/watch?v=isg6HH82UnQ
https://youtube.com/watch?v=dTOT46LHEMI
Bản mẫu:Nhạc cụ Trung Quốc